# 1979 în literatură
- 1978 în literatură — 1979 în literatură — 1980 în literatură

Anul 1979 în literatură a implicat o serie de evenimente și cărți noi semnificative.

## Cărți noi
- Douglas Adams - The Hitchhiker's Guide to the Galaxy ((Ghidul autostopistului galactic)
- V.C. Andrews - Flowers in the Attic
- Jeffrey Archer - Kane and Abel
- Barbara Taylor Bradford - A Woman of Substance
- Raymond Briggs - Fungus the Bogeyman
- Octavia Butler - Kindred
- Orson Scott Card - A Planet Called Treason
- Angela Carter - The Bloody Chamber
- Agatha Christie - Miss Marple's Final Cases and Two Other Stories
- L. Sprague de Camp și Lin Carter - Conan the Liberator
- Thomas Flanagan -Year of the French
- Alan Dean Foster -Alien
- William Golding -  Darkness Visible
- William Goldman - Tinsel
- Arthur Hailey - Overload
- Douglas Hill - Galactic Warlord
- Sian James - A Small Country
- Philippe Jullian - Montmartre
- Stephen King - The Dead Zone
- Russell Kirk - The Princess of All Lands
- Milan Kundera - The Book of Laughter and Forgetting
- John le Carré - Smiley's People
- Morgan Llywelyn - Lion of Ireland: The Legend of Brian Boru
- Robert Ludlum - The Matarese Circle
- Norman Mailer - The Executioner's Song
- Dambudzo Marechera - The House of Hunger
- V. S. Naipaul - A Bend in the River
- Jerry Pournelle - Janissaries
- Harold Robbins - Memories of Another Day
- Philip Roth - The Ghost Writer
- Mary Stewart - The Last Enchantment
- Peter Straub - Ghost Story
- William Styron - Sophie's Choice
- Jack Vance - The Face
- Kurt Vonnegut - Jailbird
- Elizabeth Walter - In the Mist and Other Uncanny Encounters
- William Wharton - Birdy
- Kit Williams - Masquerade
- Raymond Williams - The Fight for Manod
- Robert Anton Wilson -  Schrodinger's Cat
- Tom Wolfe - The Right Stuff
- Christopher Wood - James Bond and Moonraker
- Roger Zelazny -Roadmarks
- Trevanian -Shibumi

## Teatru
- Peter Shaffer - Amadeus
- Sam Shepard - Buried Child

## Premii
- Premiul Nobel pentru Literatură: Odysseas Elytis